# TV-program

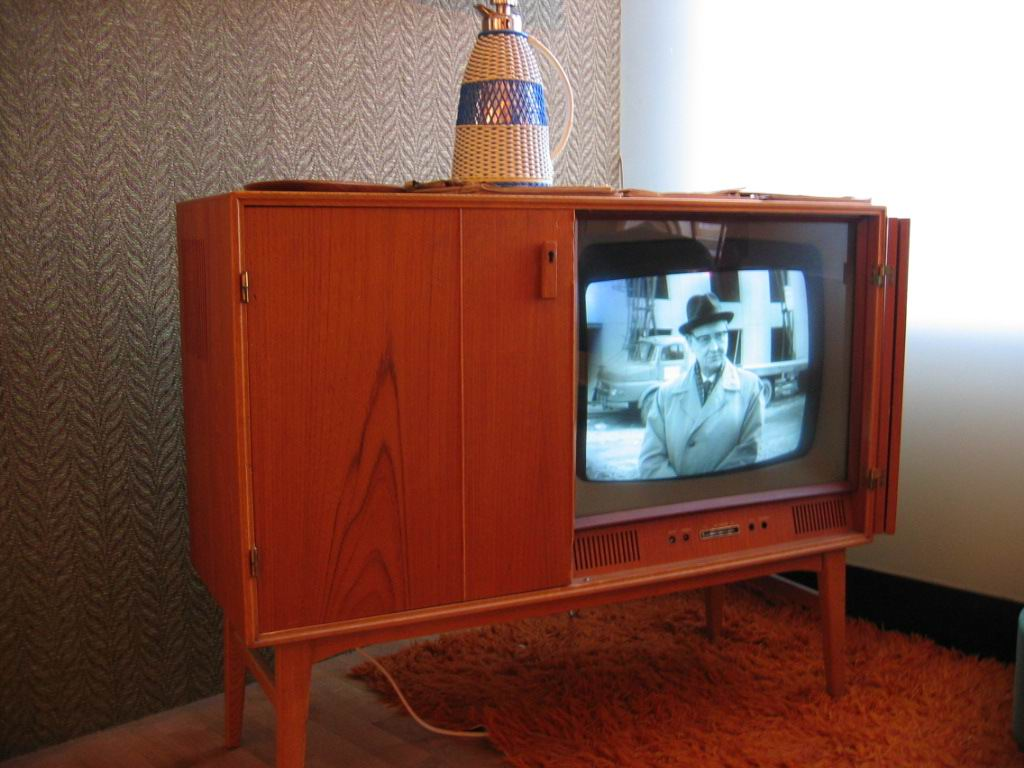
En TV från 1950-talet som visar ett TV-program. Fotografiet taget 2005.

Ett TV-program är ett sammanhållet program eller inslag som sänds i en TV-kanal. En del kanaler sänder program dygnet runt medan andra bara sänder under ett par av dygnets timmar. Några kanaler sänder bara program vid speciella tillfällen, det gäller främst lokaltevestationer. Mellan programmen sänds antingen reklamfilmer eller information om nya program som kanalen visar.

## Etymologi
Akronymen TV kommer från grekiska tele avstånd och latinets visio syn. Ordet program kommer ursprungligen från grekiska προγράφω, prographō. Varav πρό, pro betyder före och γράφω graphō, rita.

## Genrer
TV-program kan kategoriseras som bland annat nyhetsprogram, barnprogram, underhållningsprogram, debattprogram, dokumentärfilm TV-film eller TV-serie. Se även programformat.
Man skiljer ofta mellan direktsända program och inspelade. Vid direktsändning ser tittaren skeendet i realtid. Direktsändning används till exempel av nyhetsprogram, sporthändelser och sådana program som tittaren kan ringa in till.

## Produktion
TV-program produceras antingen av en TV-kanal, eller av ett produktionsbolag som sedan säljer rättigheten att sända programmen via marknät, kabelnät eller satellit. Ett exempel på ett produktionsbolag är Meter Film & Television som bland annat står bakom den svenska upplagan av Jeopardy!. Exempel på TV-bolag som producerar TV-serier och TV-program samt sänder flera kanaler via kabel-TV är amerikanska HBO och svenska Canal+.

## Distribution
De vanligaste sätten för TV-kanalerna är att sända de inköpta programmen via marknät, kabelnät eller satellit. TV-kanalerna organiserar fortfarande sina program i en sammanhållen tablå där varje TV-program sänds en specifik tid på en bestämd dag. TV-tittarna måste rätta sig efter TV-kanalens tidsschema. Utvecklingen på it- och telekommunikationsområdena möjliggör emellertid distributionsformer där hushållen själva får välja vilka program de vill se och vid vilka tidpunkter som helst. TV-kanalen kunde exempelvis lägga alla månadens TV-program i en korg från vilken varje TV-tittare skulle kunde ladda hem de program som önskas och se programmen vid den tidpunkt som passar bäst. Vissa aktörer och politiker trodde i Internets och digitalteves barndom i början av 1990-talet på en sådan utveckling inom en snar framtid. Så har det dock inte blivit, även om ett fåtal kanaler i ett begränsat antal länder tillhandahåller repriser av några få program för nedladdning via sina webbplatser.
Behovet av att se exempelvis en TV-serie man missat helt, eller missat de första säsongerna av, har skapat en marknad där TV-serier säljs eller hyrs ut som boxar med DVD-skivor som innehåller alla avsnitt. Denna efterfrågan i kombination med en längtan att se nyproducerade avsnitt så fort som möjligt har medfört att den omfattande nedladdningen från Internet och piratkopieringen nu inte bara gäller långfilmer utan även TV-program. Detta har lett till att ledande programbolag och distributörer, i Sverige SVT, TV4, Teracom, Boxer, Viasat, Canal Digital och Com Hem, har gått samman i en branschorganisation mot piratkopiering, STOP, (Scandinavian TV Organisations against Piracy). Eftersom hushållens efterfrågan är stor finns emellertid även en liten men växande marknad även när det gäller laglig nedladdning av filmer och TV-program.